# جون ليسوين
جون ليسوين (بالإنجليزية: John Lieswyn)‏ مواليد 18 أغسطس 1968، كان دراج أمريكي سابق في صنف سباق الدراجات على الطريق. سبق أن شارك في دورة الألعاب الأولمبية الصيفية.

## الميداليات
| الميدالية | المسابقة                       |
| --------- | ------------------------------ |
| برونزية   | الألعاب الأولمبية الصيفية 1992 |

## روابط خارجية
- جون ليسوين على موقع الاتحاد الدولي للدراجات (الإنجليزية)
- جون ليسوين على موقع أرشيف الدراجات (الإنجليزية)
- جون ليسوين على موقع إحصائيات الدراجات الإحترافية (الإنجليزية)
- جون ليسوين على موقع نسبة الدراجات (الإنجليزية)